# Palais Mańkowski
Le palais Mańkowski (en polonais Pałac Mańkowskich) est un palais néoclassique situé au 5 rue Topolowa à Cracovie. 